# Gibberulus
Genre
Gibberulus est un genre de mollusques gastéropodes de la famille des Strombidae.

## Liste d'espèces
Selon Catalogue of Life (14 décembre 2014) :
- Gibberulus gibberulus (Linnaeus, 1758) (seule espèce reconnue par World Register of Marine Species (14 décembre 2014)[2])
- Gibberulus gibbosus

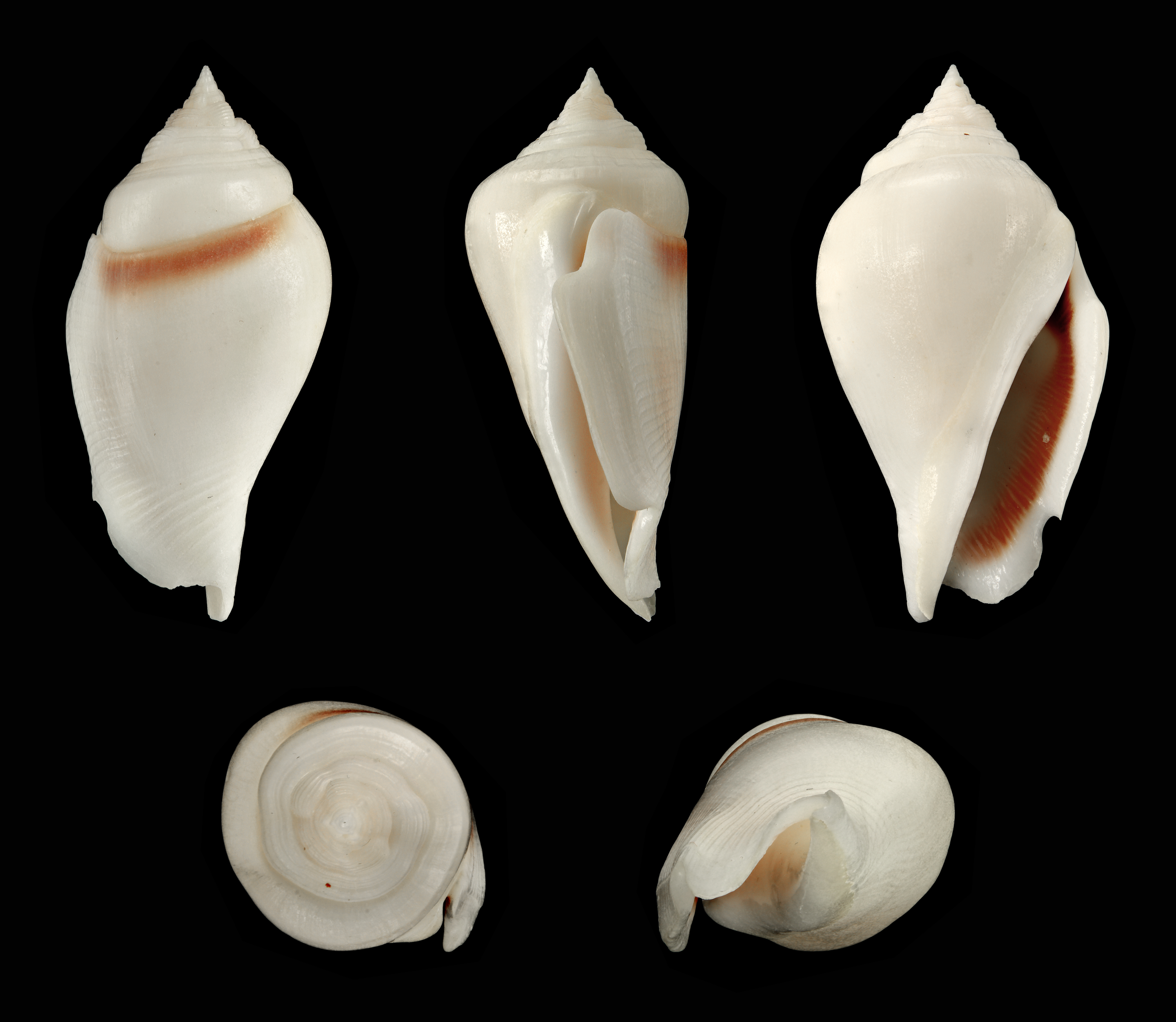
Gibberulus gibberulus albus
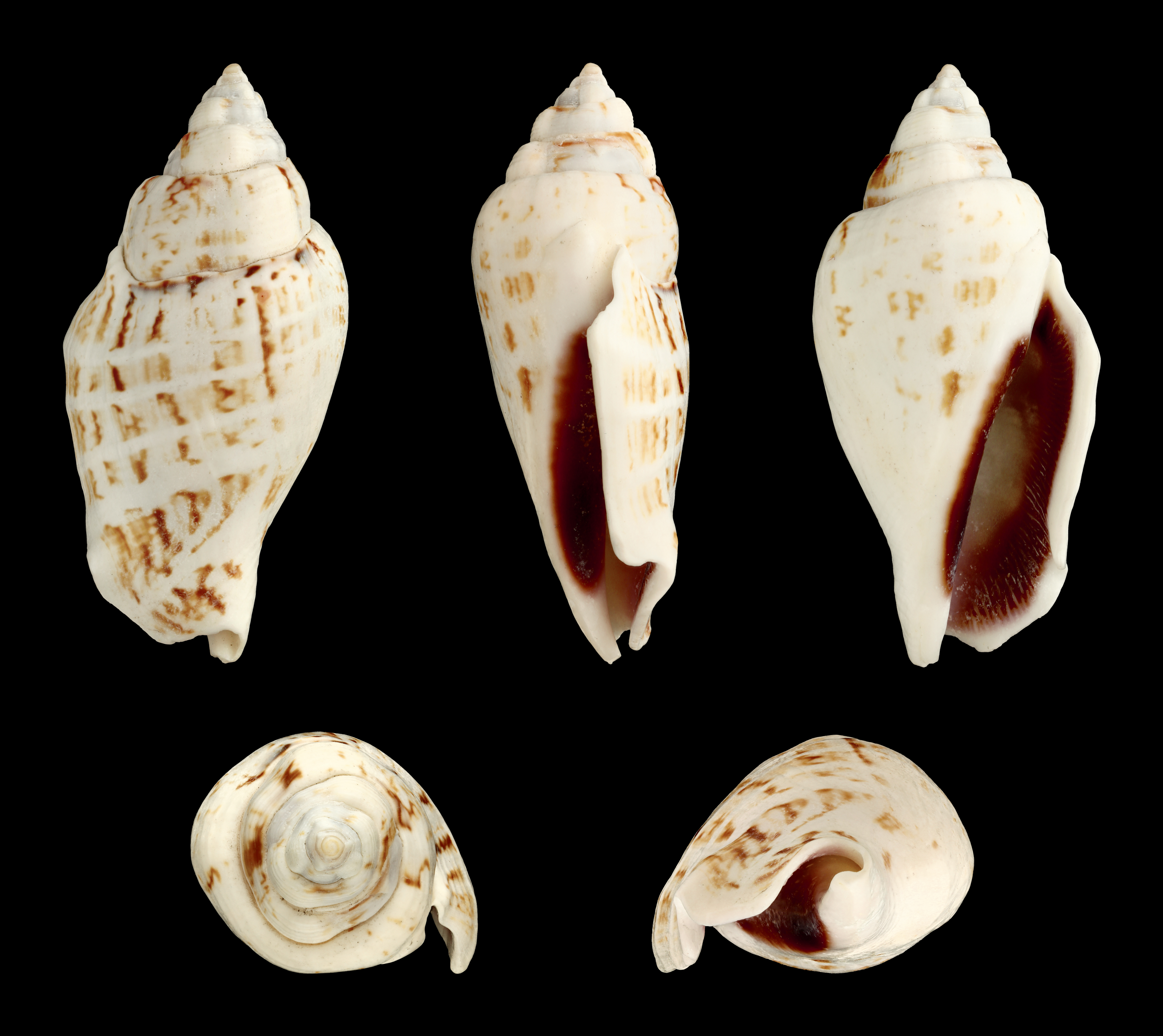
Gibberulus gibbosus